# Dysmachus montium
Dysmachus montium là một loài ruồi trong họ Asilidae. Dysmachus montium được Richter miêu tả năm 1962. Loài này phân bố ở vùng Cổ Bắc giới.